# Lijst van Tibetaanse organisaties in ballingschap
Organisaties van Tibetanen in ballingschap
- Norbulingka-instituut
- Tibetaans centrum voor mensenrechten en democratie
- Tibetaans Jeugdcongres
- Gu-Chu-Sum
- Tibetaanse Vrouwenverbond
- Verbond van Tibetaanse journalisten in ballingschap
- Tibetaanse kinderdorpen
- Amnye Machen-instituut
- Tibetaans Cultureel Centrum Khawa Karpo

Verbonden aan Tibetanen in ballingschap
- International Campaign for Tibet (Amsterdam en Brussel)
- Tibet Support Groep (Amsterdam)
- Vrienden van Tibet (Brussel)
- Students for a Free Tibet (internationaal)
- Tibet House (VS)
- International Tibet Support Network (overkoepelend)
- Terra Humana (Franse web radio gewijd aan muziek van de wereld voor vrede en vriendschap tussen de volkeren, met 60% van de distributie-georiënteerde Tibet - muziek en informatie in het Tibetaans, Hindi, Engels, Frans, Thais, Chinees). https://web.archive.org/web/20110724020801/http://www.radionomy.com/fr/radio/terrahumana/listen

Hoofdvestiging in de Benelux
- Tibetaans Instituut
- Maitreya Instituut